# KRT78
كيراتين 78 (بالإنجليزية: Keratin 78) ويُعرف أيضًا برمز الجين KRT78، هو بروتين ينتمي إلى عائلة الكيراتينات من النوع الثاني، ويُشفر بواسطة جين KRT78 لدى الإنسان.

## الوظيفة
كيراتين 78 هو جزء من الشبكة الهيكلية للخيوط المتوسطة داخل الخلية، ويُسهم في منح الخلايا الظهارية دعامة ميكانيكية ومتانة بنيوية. تُظهر الدراسات أن هذا البروتين يُعبَّر عنه في أنسجة الجلد، ويُعتقد أن له دورًا في الحفاظ على استقرار الخلايا أثناء النمو والتجدد.

## الموقع الجيني
يقع الجين KRT78 على الذراع الطويلة للكروموسوم 12 في الموقع الجيني 12q13.13، ضمن عنقود جينات الكيراتين.

## التعبير في الأنسجة
أظهرت تحاليل التعبير الجيني أن KRT78 يُعبَّر عنه بشكل ملحوظ في أنسجة البشرة وفروة الرأس، وقد يرتبط بوظائف البشرة في التجدد والالتئام.

## الأهمية السريرية
حتى الآن، لم تُربط طفرات في هذا الجين بشكل مباشر بأي مرض وراثي معروف، إلا أن دراسات أولية تطرقت إلى إمكانيات ارتباطه بتغيرات في بعض أنواع سرطان الجلد، ما يفتح المجال لأبحاث مستقبلية.

## روابط خارجية
- KRT78 - NCBI Gene
- UniProt Entry: Q7Z3Y9
- GeneCards: KRT78